# 阿瑟·利維休閒中心
阿瑟·利維休閒中心（Asser Levy Recreation Center）是位於美國紐約基普灣的一個休閒設施。設施的建築修建於1905年至1908年。

## 外部連結
- 维基共享资源上的相關多媒體資源：阿瑟·利維休閒中心
- 官方网站